# 미타촌 (도치기현)
미타촌(美田村)은 도치기현 시모쓰가군에 설치되었던 촌이다. 현재의 오야마시에 해당한다.